# Minoru Niihara
Minoru Niihara (二井原 実?, Niihara Minoru; Osaka, 12 marzo 1960) è un cantante giapponese.

## Biografia
Dopo l'esordio come cantante e bassista degli Earthshaker, nel 1981 entrò nei Loudness. A dispetto delle difficoltà nel cantare brani musicali scritti in inglese, lo stile vocale di Niihara (di matrice blues) divenne presto uno degli elementi più caratteristici dei lavori del gruppo.
Dopo il 1989, anno in cui fu licenziato dai Loudness per via della sua carente pronuncia inglese, Niihara proseguì la propria attività pubblicando due album solisti (One nel 1989 e Ashes to Glory nel 2006) e fondando, tra il 1990 e il 1999 tre nuovi gruppi musicali (Ded Chaplin, SLY e XYZ→A, quest'ultimo ancora attivo). Dal 2001 partecipa inoltre alla riunione dei Loudness.

## Discografia

### Da solista
- 1989 - One
- 2006 - Ashes to Glory

### Loudness
- 1981 - THE BIRTHDAY EVE ～誕生前夜～
- 1982 - DEVIL SOLDIER ～戦慄の奇跡～
- 1983 - THE LAW OF DEVIL'S LAND 〜魔界典章〜
- 1984 - Disillusion - English version
- 1984 - DISILLUSION (〜撃剣霊化〜)
- 1985 - Thunder in the East
- 1986 - Shadows of War
- 1986 - Lightning Strikes
- 1987 - Hurricane Eyes - English Version
- 1987 - Hurricane Eyes - Japanese Version
- 2001 - SPIRITUAL CANOE ～輪廻転生～
- 2001 - THE PANDEMONIUM ～降臨幻術～
- 2002 - Biosphere
- 2004 - TERROR ～剥離～
- 2004 - RACING ～音速～
- 2005 - Racing - English Version
- 2006 - Breaking the Taboo
- 2008 - Metal Mad
- 2009 - THE EVERLASTING ～魂宗久遠～
- 2010 - KING OF PAIN ～因果応報～
- 2011 - Eve to Dawn
- 2012 - 2･0･1･2

### Ded Chaplin
- 1990 - 1st
- 1991 - Ded Chaplin
- 1992 - Final Revolution

### SLY
- 1994 - Sly
- 1995 - Loner
- 1995 - Dreams of Dust
- 1996 - Key
- 1998 - Vulcan Wind

### XYZ→A
- 1999 - Asian Typhoon
- 2000 - Metalization
- 2002 - Life
- 2003 - IV
- 2006 - Wings
- 2009 - Learn from Yesterday! Live for Today! Hope for Tomorrow!